# 김두현 (축구인)
김두현(한국 한자: 金斗炫, 1982년 7월 14일 ~ )은 대한민국의 축구지도자 이자  전 축구 선수로서 포지션은 공격형 미드필더였다.

## 개요
경기도 동두천시 출생으로 생연초등학교에서 4학년 때까지 800m 육상선수로 활약하다가 뛰기만 하는 것이 재미없어 동두천초등학교로 전학을 가서 축구를 시작하였고 이후 통진중학교, 통진종합고등학교를 졸업하였다. 공수의 완급을 조절하는 능력과 플레이메이킹 능력이 탁월하고 지능적인 곡사포를 날려 '꾀돌이'라는 별명이 붙었다. 벼락같은 중거리 슛을 종종 터트려 번개를 뜻하는 '선더볼트(Thunderbolt)'라는 별명을 얻기도 하였다.

## 클럽 경력
2001년 수원 삼성 블루윙즈에 입단했다. 2002년 8월 18일에 열린 안양 LG 치타스와의 경기에서 프로 데뷔 골을 기록했다. 이후 2004년 K-리그 우승, 2002년 FA컵 우승 등에 기여하였으며, 꾸준한 성장을 바탕으로 2005년 수원 삼성 블루윙즈와 첼시 FC간의 친선경기에서 조 콜과 함께 MVP를 받기도 했다.
2005 시즌 중반 성남 일화 천마로 이적하였다. 성남 일화 천마로 이적한 이후에는 미드필더의 꼭짓점에서 활약하며 팀의 공격의 핵심적인 역할을 맡아 수행하였고, 2006년 K-리그 우승에 크게 공헌하여 K-리그 MVP를 받게 되었다.
2007년 12월 웨스트 브로미치 앨비언 FC의 초청을 받았고, 2008년 1월 임대 이적하였으며,웨스트 브롬을 잉글랜드 프리미어리그로 승격시키는 데 공헌하고 2008년 5월 완전 이적하였다. 2008년 8월 16일 2008-09시즌 잉글랜드 프리미어리그 개막전에서 아스널 FC를 상대로 인상적인 데뷔전을 치렀고 이후에도 주전으로 뛰며 좋은 활약을 펼쳤지만, 2008년 9월 27일 미들즈브러 FC와의 6라운드 경기에서 무릎 부상으로 3분 만에 교체 아웃되었고, 부상에서 복귀한 뒤로는 교체 멤버로 기용되다 리그 후반부에는 거의 출전하지 못하였다.
결국, 2009년 7월 K-리그의 수원 삼성 블루윙즈로 이적하였다.
2011년 경찰청으로 입대했다. 2012년 10월 3일 제대하여 원소속팀인 수원으로 복귀하였다.
2015 시즌을 앞두고 FA 자격을 얻었으며, 소속팀인 수원 삼성 블루윙즈과의 재계약 협상에 난항을 겪다가, 2월 3일 친정팀인 성남 FC로의 이적을 공식 발표하였다.
2017 시즌을 끝으로 성남과의 계약 기간이 만료되면서 말레이시아의 느그리 슴빌란 FA로 이적하였다.
2019 시즌을 앞두고 유나이티드 사커 리그의 인디 일레븐에 입단했다.

## 국가대표팀 경력
2003년 4월 16일 일본과의 친선경기에서 데뷔하여, 2006년 FIFA 월드컵 등에 참가하였다. K-리그에서의 활약에 비해 국가대표팀에서의 활약이 좋지 못하였고, 핌 페르베이크 감독 시절에는 질타를 받기도 하였다.
2006년 9월 6일, 수원에서 열린 중화민국과의 2007년 AFC 아시안컵 예선에서 터닝슛으로 골을 넣어 팀의 8-0 승리를 이끌었다. 이 골은 축구팬들이 뽑은 '2006년 최고의 골'로 선정되기도 했다.
2008년 6월 14일, 아시가바트에서 열린 투르크메니스탄과의 2010년 FIFA 월드컵 예선에서 해트트릭을 기록하여 팀의 3-1 승리를 이끌기도 하였다.
2012년 2월 25일 전주에서 열린 우즈베키스탄과의 친선경기에 경찰 축구단 소속으로 출장하며, 경찰 축구단 소속으로는 처음으로 국가대표팀 선수로 활약했다.

## 지도자 경력
2020 시즌을 앞두고 K리그1의 수원 삼성 블루윙즈의 코치로 부임했다.
2021 시즌을 앞두고 전북 현대의 수석코치로 부임하였다.
2023 시즌 중 김상식 감독이 자진 사퇴함에 따라 남은 시즌 동안 감독 대행을 맡다가 단 페트레스쿠의 감독 부임에 따라 전북과의 인연을 마무리하였다.
그 후, 청두 룽청의 수석 코치로 지내다 2024년 5월 27일에 전북의 8대 감독으로 선임되었다.
하지만, 부임 이후 하지만 공격부터 수비까지 경기력이 엉망이었던 데다 선수단 내 파벌 다툼에 음주 사건까지 터지는 등 어수선했던 선수단을 장악하지 못했고, 강등권인 10위로 정규리그를 마친 전북은 창단 처음으로 승강 플레이오프로 몰려 '단두대 매치'를 치르는 굴욕을 맛봤다. 결국, 2024년 12월 16일에 7개월 만에 전북 감독직에서 물러났다.

## 플레이 스타일
특유의 안정된 볼키핑을 바탕으로 좌우로 열어주는 정교한 스루패스와 크로스는 물론 미드필드 전역을 커버하는 활동성까지 보여주며, 소속 팀이나 국가대표팀에서 코너킥과 프리킥도 전담하고 있다. 강력한 중거리슛 또한 강점 중 하나이다.

## 경력

### 선수 경력
- 2001년 ~ 2005년 수원 삼성 블루윙즈
- 2005년 ~ 2008년 성남 일화 천마
- 2008년 웨스트 브로미치 앨비언 FC (임대)
- 2008년 ~ 2009년 웨스트 브로미치 앨비언 FC
- 2009년 ~ 2010년 수원 삼성 블루윙즈
- 2011년 ~ 2012년 경찰 (군복무)
- 2012년 ~ 2014년 수원 삼성 블루윙즈
- 2015년 ~ 2017년 성남 FC
- 2018년 느그리 슴빌란 FA
- 2019년 인디 일레븐

### 국가 대표 경력
- 2004년 하계 올림픽 대표
- 2006년 FIFA 월드컵 대표
- 2007년 AFC 아시안컵 대표

## 수상

### 개인
- 1997년추계중고축구대회 MVP 수상
- 2004년 제18회 올해의 프로축구 대상 프로스펙스 특별상 수상
- 2004년 K-리그 베스트 11 선정
- 2005년 푸마-스투 프로축구 베스트 11 선정
- 2005년 스포츠토토 한국축구대상 베스트 11 선정
- 2005년 K-리그 베스트 11 선정
- 2006년 K-리그 베스트 11 선정
- 2006년 제20회 스포츠서울 올해의 프로축구 대상 MVP 수상
- 2006년 K-리그 MVP 수상
- 2007년 K-리그 베스트 11 선정

### 클럽

#### 수원 삼성 블루윙즈
- K-리그 우승 1회 (2004년)
- K-리그 준우승 1회 (2014년)
- FA컵 우승 2회 (2002년, 2009년)
- 아디다스 컵 우승 1회 (2001년)
- 삼성 하우젠 컵 우승 1회 (2005년)
- 대한민국 슈퍼컵 우승 1회 (2005년)
- 아시아 클럽 챔피언십 우승 2회 (2001년, 2002년)
- 아시아 슈퍼컵 우승 2회 (2001년, 2002년)
- A3 챔피언스컵 우승 1회 (2005년)

#### 성남 일화 천마
- K-리그 우승 1회 (2006년)
- K-리그 준우승 1회 (2007년)
- 하우젠 컵 준우승 1회 (2006년)

#### 웨스트 브로미치 앨비언 FC
- 풋볼 리그 챔피언십 우승 1회 (2007-08 시즌)

### 국가대표
- 2007년 AFC 아시안컵 3위

## 방송
- tvN 《전설이 떴다 군대스리가》 (2022년)